# Maurice-Georges-Marie de Courson de la Villeneuve
Maurice-Georges-Marie de Courson de la Villeneuve, francoski general, * 1879, † 1940.